# TV Time
TV Time (precedentemente TVShow Time) è una piattaforma di monitoraggio e un social network per serie televisive e film, disponibile come app e sito internet. Utilizzando TheTVDB come fonte di dati, consente agli utenti di archiviare informazioni sul loro consumo di media e di lasciare recensioni.

## Storia
Nel 2012, TV Time viene lanciato come TVShow Time a Parigi, Francia: il servizio offre solo la raccolta di dati inerenti alle serie televisive. Nel 2016, Whip Networks, una start-up con sede a Santa Monica, California, acquisisce TVShow Time, e nel 2017 TVShow Time diventa TV Time. Nel 2019 TV Time acquisisce la sua fonte di dati online relativi film e serie televisive, TheTVDB, e nel 2021 TV Time aggiunge le funzioni relative ai film.

## Lingue
TV Time è attualmente disponibile in tredici lingue: arabo, olandese, francese, tedesco, italiano, giapponese, coreano, polacco, portoghese brasiliano, portoghese, russo, spagnolo e turco. Gli utenti possono selezionare le loro lingue preferite nell'app in modo da vedere solo i commenti e le reazioni della community nelle lingue che scelgono.

## Statistiche

### Serie televisive più seguite
Al 12 gennaio 2025, i 35 programmi televisivi più seguiti su TV Time sono:
| n° | Titolo                         | Followers (mln) | Network          | Anni            | Nota   |
| -- | ------------------------------ | --------------- | ---------------- | --------------- | ------ |
| 1  | Stranger Things                | 7,70            | Netflix          | 2016 – in corso | [ 4 ]  |
| 2  | Il trono di Spade              | 5,99            | HBO              | 2011 – 2019     | [ 5 ]  |
| 3  | The Walking Dead               | 5,35            | AMC              | 2010 – 2022     | [ 6 ]  |
| 4  | 13 Reasons Why                 | 4,81            | Netflix          | 2017 – 2020     | [ 7 ]  |
| 5  | Riverdale                      | 4,68            | The CW           | 2017 – 2023     | [ 8 ]  |
| 6  | La casa di carta               | 4,54            | Netflix          | 2017 – 2021     | [ 9 ]  |
| 7  | Grey's Anatomy                 | 4,46            | ABC              | 2005 – in corso | [ 10 ] |
| 8  | Sex Education                  | 4,14            | Netflix          | 2019 – 2023     | [ 11 ] |
| 9  | Lucifer                        | 4,06            | Netflix          | 2016 – 2021     | [ 12 ] |
| 10 | The 100                        | 4,03            | The CW           | 2014 – 2020     | [ 13 ] |
| 11 | The Flash                      | 3,87            | The CW           | 2014 – 2023     | [ 14 ] |
| 12 | Élite                          | 3,68            | Netflix          | 2018 – 2024     | [ 15 ] |
| 13 | Black Mirror                   | 3,54            | Netflix          | 2011 – 2019     | [ 16 ] |
| 14 | You                            | 3,50            | Netflix          | 2018 – in corso | [ 17 ] |
| 15 | I Simpson                      | 3,46            | Fox              | 1989 – in corso | [ 18 ] |
| 16 | Orange Is the New Black        | 3,39            | Netflix          | 2013 – 2019     | [ 19 ] |
| 17 | Breaking Bad                   | 3,29            | AMC              | 2008 – 2013     | [ 20 ] |
| 18 | Vikings                        | 3,14            | History          | 2013 – 2021     | [ 21 ] |
| 19 | American Horror Story          | 3,10            | FX               | 2011 – in corso | [ 22 ] |
| 20 | Arrow                          | 3,06            | The CW           | 2012 – 2020     | [ 23 ] |
| 21 | The Vampire Diaries            | 3,03            | The CW           | 2009 – 2017     | [ 24 ] |
| 22 | The Big Bang Theory            | 3,03            | CBS              | 2007 – 2019     | [ 25 ] |
| 23 | Sherlock                       | 2,95            | BBC              | 2010 – 2017     | [ 26 ] |
| 24 | The Witcher                    | 2,88            | Netflix          | 2019 – in corso | [ 27 ] |
| 25 | Supernatural                   | 2,79            | The CW           | 2005 – 2020     | [ 28 ] |
| 26 | Rick and Morty                 | 2,78            | Adult Swim       | 2013 – in corso | [ 29 ] |
| 27 | The Umbrella Academy           | 2,73            | Netflix          | 2019 – 2024     | [ 30 ] |
| 28 | Le regole del delitto perfetto | 2,69            | ABC              | 2014 – 2020     | [ 31 ] |
| 29 | Pretty Little Liars            | 2,69            | Freeform         | 2010 – 2017     | [ 32 ] |
| 30 | Peaky Blinders                 | 2,67            | BBC Two, BBC One | 2013 – 2022     | [ 33 ] |
| 31 | Friends                        | 2,66            | NBC              | 1994 – 2004     | [ 34 ] |
| 32 | Prison Break                   | 2,60            | Fox              | 2005 – 2017     |        |
| 33 | Teen Wolf                      | 2,55            | MTV              | 2011 – 2017     | [ 35 ] |
| 34 | Squid Game                     | 2,45            | Netflix          | 2021 – in corso | [ 36 ] |
| 35 | How I Met Your Mother          | 2,36            | CBS              | 2005 – 2014     | [ 37 ] |

### I film più seguiti
Al 12 gennaio 2025, i 26 film più seguiti su TV Time sono:
| Classifica | Titolo                                      | Followers (mln) | Regista                        | Anno | Nota   |
| ---------- | ------------------------------------------- | --------------- | ------------------------------ | ---- | ------ |
| 1          | Harry Potter e la Camera dei Segreti        | 5,85            | Chris Colombo                  | 2002 | [ 38 ] |
| 2          | Titanic                                     | 5,62            | James Cameron                  | 1997 | [ 39 ] |
| 3          | Harry Potter e il prigioniero di Azkaban    | 5,19            | Alfonso Cuarón                 | 2004 | [ 40 ] |
| 4          | Avengers: Endgame                           | 5,01            | Anthony e Joe Russo            | 2019 | [ 41 ] |
| 5          | Frozen - Il regno di ghiaccio               | 4,95            | Chris Buck, Jennifer Lee       | 2013 | [ 42 ] |
| 6          | Deadpool                                    | 4,83            | Tim Miller                     | 2016 |        |
| 7          | Il re leone                                 | 4,18            | Jon Favreau                    | 2019 |        |
| 8          | Harry Potter e la pietra filosofale         | 4,12            | Chris Columbus                 | 2001 |        |
| 9          | Joker                                       | 3,73            | Todd Phillips                  | 2019 |        |
| 10         | Spiderm-Man: Homecoming                     | 3,69            | Jon Watts                      | 2017 |        |
| 11         | Black Panther                               | 3,64            | Ryan Coogler                   | 2018 |        |
| 12         | Harry Potter e i Doni della Morte - Parte 2 | 3,59            | David Yates                    | 2011 |        |
| 13         | Harry Potter e l'Ordine della Fenice        | 3,48            | David Yates                    | 2007 |        |
| 14         | Spider-Man: Far From Home                   | 3,47            | Jon Watts                      | 2019 |        |
| 15         | Harry Potter e il calice di fuoco           | 3,46            | Mike Newell                    | 2005 |        |
| 16         | Avatar                                      | 3,41            | James Cameron                  | 2009 |        |
| 17         | Harry Potter e il principe mezzosangue      | 3,39            | David Yates                    | 2009 |        |
| 18         | La fabbrica di cioccolato                   | 3,19            | Tim Burton                     | 2005 |        |
| 19         | Captain Marvel                              | 3,18            | Anna Boden, Ryan Fleck         | 2019 |        |
| 20         | The Avengers                                | 3,16            | Joss Whedon                    | 2012 |        |
| 21         | Shrek                                       | 3,16            | Andrew Adamson, Vicky Jenson   | 2001 |        |
| 22         | Ratatouille                                 | 3,11            | Brad Bird, Jan Pinkava         | 2007 |        |
| 23         | Avengers: Infinity War                      | 3,01            | Anthony e Joe Russo            | 2018 |        |
| 24         | Maleficent                                  | 3,00            | Robert Stromberg               | 2014 |        |
| 25         | Inside Out                                  | 2,88            | Pete Docter, Ronnie del Carmen | 2015 |        |
| 26         | Coco                                        | 2,86            | Lee Unkrich, Adrian Molina     | 2017 |        |

## Banca dati
TV Time utilizza il database di TheTVDB come fonte di informazioni per tutte le serie televisive e i film nella sua libreria. Nato come sito web indipendente, The TVDB è stato acquisito da TV Time nel 2019: sul sito gli utenti possono modificare le informazioni sulle serie TV.